# Jean Senebier

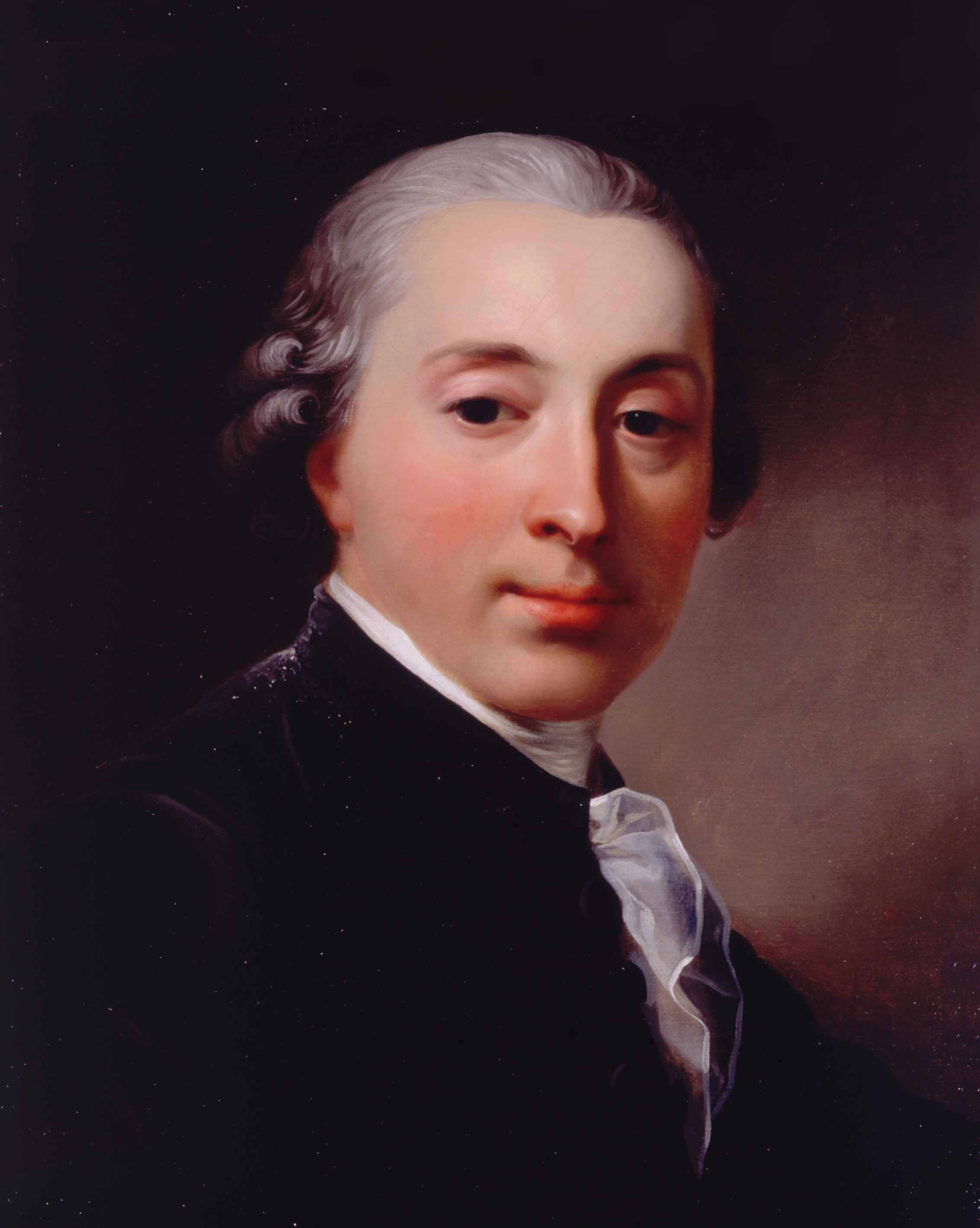
Jean Senebier

Jean Senebier, född 6 maj 1742 i Genève, död där 22 juli 1809, var en schweizisk botaniker. 
Senebier blev pastor i Genève 1765 och i Chancy 1769 samt överbibliotekarie i Genève 1773. Han var en kunnig kemist och visade, jämte fysiologisk forskning över solljusets betydelse för organismerna, genom grundläggande experiment kolsyrans upptagande av växterna (se Jan Ingenhousz och Nicolas-Théodore de Saussure), det från en växt bortgående syrets uppkomst ur denna kolsyra samt detta förlopps beroende av ljusets inverkan på de gröna organen. Från Senebier härrör även de enkla sanningarna, att alla växter består av samma kemiska beståndsdelar, ehuru i växlande sammansättning, och att växtnäringsförloppet måste anses följa de allmänna kemiska lagarna. 
Utöver nedanstående skrifter utgav Senebier Essai sur l'art d'observer et de faire des expériences (1775) och några bibliografiska verk samt deltog under de sista åren i en ny bibelöversättning.
Auktorsnamnet Seneb. kan användas för Jean Senebier i samband med ett vetenskapligt namn inom botaniken; se Wikipediaartiklar som länkar till auktorsnamnet.

## Senebiers klocka
Senebiers klocka kallas en efter honom uppkallad, med dubbla väggar försedd glasklocka, som kan fyllas med olika färgade lösningar och som användes för att undersöka inverkan av olika slags ljus på växter och andra organismer.